# Kamień Pomorski
Kamień Pomorski (udtale: [ˈkamjɛɲ pɔˈmɔrskʲi]; kashubisk: Kamiéń; tysk: Cammin or Kammin)  er en by  i den nordvestlige del af voivodskabet Vestpommern i  den nordvestlige del af Polen. Byen  har 8.564(2021) indbyggere og et areal på 10,75 km², og er en del af  powiatet Kamień. Byen  ligger nær kysten af Østersøen, ved Dziwnakanalen, der er det østlige udløb fra Stettiner Haff,  cirka 63 km nord for den regionale hovedstad Szczecin.

## Historie
Kamień blev grundlagt i begyndelsen af det 8. og 9. århundrede af Lekhitiske Wolinianer stammen, og blev en del af Polen kort efter oprettelsen af staten under dens første hersker Mieszko 1. af Polen omkring 967. En forsvarsborg blev sandsynligvis bygget i det 10. århundrede. Byen blev første gang nævnt i dokumenter i 1124. Som et resultat af det 12. århundredes fragmentering af Polen, blev det en del af det separate Hertugdømmet Pommern. Byen blev den første kendte hovedstad i hertugdømmet Pommern og i 1176 sæde for et bisperåd. I 1180 blev der etableret en mønt i Kamień. Fra tid til anden ville hertugerne af Pommern også opholde sig i byen.
I 1228 var Dominikanerne involveret i byens religiøse anliggender, og i 1274 modtog den Lübecker stadsrettigheder.
Sverige erhvervede kontrol over byen ved Freden i Westfalen som afsluttede Trediveårskrigen i 1648. Opkøbt af Brandenburg-Preussen i 1679, var byen blev en del af Kongeriget Preussen i 1701. Fra da og frem til 1945 forblev det en del af Preussen, og fra 1871 til 1945 var det også en del af Tyskland. Det blev administreret som en del af den preussiske Provinsen Pommern.
I 1945 blev byen igen en del af Polen under grænseændringer vedtaget på Potsdam-konferencen.

## Galleri
- Piasttårnet (nu museum)
- Rådhus (ca. 1350)
- Rådhus (ca. 1350)
- Johannesdøberens Katedral
- Bispepalads
- Fredsmonument
- Retsbygning